# لوکا برینولی
لوکا برینولی (انگلیسی: Luca Brignoli؛ زادهٔ ۱۲ ژانویهٔ ۱۹۸۳) بازیکن فوتبال اهل ایتالیا است.
از باشگاه‌هایی که در آن بازی کرده‌است می‌توان به باشگاه فوتبال آ. ث. لومتزانه، باشگاه فوتبال بوتو پلوودیو، و باشگاه فوتبال آتالانتا اشاره کرد.